# テルル128
テルル128 (Tellurium-128・128Te) とは、テルルの同位体の1つ。

## 半減期
128Teは、天然に存在するテルルの31.74%を占める同位体である。これは130Teの34.08%に次いで多くを占める同位体である。128Teは厳密には放射性同位体であるが、その半減期は2.2×1024年と極端に長く、放射性崩壊が確認されている核種では最長の寿命を持つ。これは宇宙の年齢の約160兆倍も長く、1秒に1個の128Teの崩壊を観測するためには、計算上2万トン以上の128Te塊を用意しないといけない。半減期がこれほど極端に長いのは、二重ベータ崩壊という極めて稀な崩壊モードを取るためである。128Teの質量超過は-88.992091MeVであるが、128Teの同重体で原子番号の1つ大きい128Iは-87.737939MeVであり、差は正となる。通常のベータ崩壊を起こすには親核種より娘核種の質量超過が小さくなければならず、質量超過の差が正となる関係はベータ崩壊を起こさない。しかし、原子番号が2つ大きい128Xeは-89.860039MeVと、差が負となる。このような場合では、128Te原子核の2個の中性子がそれぞれ1個ずつ電子と反電子ニュートリノを放出し、2個の陽子に変化して128Xeへと崩壊する。このような崩壊モードを二重ベータ崩壊と呼ぶが、この現象は極めて稀にしか発生しない。
{\displaystyle \mathrm {^{128}_{\ 52}Te\ {\xrightarrow[{2.2\times 10^{24}years}]{\ }}{^{128}_{\ 54}Xe}+2{e^{-}}+2{\overline {\nu _{e}}}} }
なお、130Teも半減期が7.9×1020年という極端に寿命の長い放射性同位体である。これは、安定同位体を持ちつつも、安定同位体より放射性同位体の割合が多い元素であることを示している。このような元素はテルルの他にレニウムとインジウムしか知られていない珍しいものである。ただし、比較される核種である187Reは412億 (4.12×1010) 年、115Inは441兆 (4.41×1014) 年であり、それらと比べれば128Teや130Teは桁違いに長い。

## 親核種・生成

核燃料として核分裂反応をした際の^{233}U（緑）、^{235}U（赤）、^{239}Pu（青）の核分裂生成物の収率のグラフ。^{235}Uと^{239}Puのグラフは^{128}Te付近にピークがあることが分かる。

128Teの親核種には128Iと128Sbが知られている。両者および128Sbの親核種のいずれもが短命な核種であり、人工的に生成される放射性同位体である。128Iは半減期24.99分をもってその6.9%が陽電子放出によって128Teに崩壊する。ちなみに残りの93.1%はベータ崩壊によって128Teと同じ128Xeへと崩壊する。128Sbは半減期9.01時間をもって100%がベータ崩壊によって128Teに崩壊する。
また、128Teには核異性体である128mTeが存在し、半減期0.0000037秒を持って核異性体転移によって128Teへと崩壊する。
また、原子炉や核兵器において中性子線による核分裂反応で生じる核分裂生成物の1つでもある。235Uでは1.7×10-6、239Puでは4×10-7の確率で発生する。

## 崩壊の発見
128Teが二重ベータ崩壊することは、1988年にW.J. Linらによって発見された。Linらは、カナダのケベック州に産出する年代の古いテルルの鉱物を調べた。テルル化ニッケルの組成を持つメロネス鉱 (Melonite・NiTe2) 、およびテルル化鉛の組成を持つテルル鉛鉱 (Altaite・PbTe) に含まれる128Xeの同位体組成比を計測した結果、128Teの半減期が算出されたが、このときの値は1.8×1024年と現在の値より小さなものとなっている。また、このときには同時に130Xeから130Teの半減期も求められた。